# ティベリオス3世
ティベリオス3世（ギリシャ語: Τιβέριος Γ', ラテン文字転写: Tibérios III）、または出生名でアプシマル（Apsimar / ラテン語: Apsimarus / ギリシャ語: Ἀψίμαρος, ラテン文字転写: Apsímaros, 706年2月15日没）は、ビザンツ帝国（東ローマ帝国）の皇帝である（在位：698年 - 705年）。
ティベリオスの即位以前の経歴については出生名のアプシマルと将軍職の一つであるドゥルンガリオスであったこと以外、ほとんど知られていない。ティベリオスは697年にアラブのウマイヤ朝に占領された北アフリカのカルタゴを奪還するためにビザンツ皇帝レオンティオスによって派遣された軍の一員であったが、カルタゴの奪還に失敗し、クレタ島へ撤退するとレオンティオスの怒りを恐れた将兵たちによって皇帝に推戴された。ティベリオスは艦隊を率いて首都のコンスタンティノープルに向かい、都市を占領してレオンティオスを退位させることに成功した。
即位して以降は北アフリカの奪還を目指すことはなく、東方においてウマイヤ朝に対する軍事行動を展開し、一定の成功を収めた。しかし、レオンティオスによって退位させられていた以前の皇帝であるユスティニアノス2世が705年にブルガリアからスラヴ人とブルガール人の軍隊を引き連れてコンスタンティノープルの前に現れ、市内への侵入と都市の占領に成功した。ティベリオスはビテュニアに逃れたものの、数か月後に捕らえられ、706年2月にレオンティオスとともに処刑された。ティベリオスの遺体は当初海に投げ捨てられたが、後に回収され、プロテ島の教会に埋葬された。

## 出自と初期の経歴
ビザンツ皇帝レオンティオス（在位：695年 - 698年）の治世以前のティベリオスについては歴史的にゲルマン語由来であると考えられてきたアプシマル（Apsimar）という出生名を除いてほとんど何も知られていない。歴史家のウォルフラム・ブランデスは、ゲルマン語由来とする伝統的な仮定はジョン・バグネル・ベリーによる言及まで遡ることができるが、これは誤りであると指摘している。ビザンツ学者のアンソニー・ブライヤーとジュディス・ヘリンはアプシマルという名前がスラヴ語起源である可能性を示唆しており、一方でレスリー・ブルベイカーとジョン・ハルドンはテュルク語起源を提唱している。民族的出自に関してはアレクサンドル・ワシリエフなどの一部の学者がゴート系ギリシア人であったと推測している。また、ティベリオスはキビュライオタイのドゥルンガリオス（ストラテゴスより下位の将軍職の名称）だったことが知られており、ビザンツ学者のウォルター・ケーギは、初期の軍事キャリアにおいてバルカン半島のスラヴ人に対して勝利を収めたことでティベリオスは一定の評判を得たと述べている。

## 背景と即位まで
7世紀の地中海世界の東方ではイスラームを奉ずるアラブ人勢力の台頭によって大規模な政治変動が起きていた。630年代からアラビア半島の外部への進出を開始したアラブ人は640年代初頭までにシリアとエジプトを征服し、ビザンツ帝国は国内で最も富裕な地域であったこれらの属州の支配を失った。さらにアラブ人は640年代中頃に北アフリカのビザンツ領への進出を本格化させ、690年代に至るまで数十年にわたり北アフリカにおいて攻防を繰り返した。その一方では黒海の北岸に定住していたブルガール人の諸部族がハザールの攻撃を受け、その一部が君主（ハーン）のアスパルフの下でバルカン半島のドナウ川下流域へ移動した。そして681年にビザンツ帝国を破ってドナウ川以南の地における定住をビザンツ帝国に認めさせ、ブルガリア（第一次ブルガリア帝国）を成立させた。
ティベリオスが政権の座にあった時期は「混乱の20年」と呼ばれ、皇帝と有力者たちの争いや頻繁な帝位の交代が続く政治的に不安定な時代だった。また、ティベリオスの治世について知られていることもほとんどない。この混乱期は695年に皇帝ユスティニアノス2世（在位：685年 - 695年、705年 - 711年）がレオンティオスによって打倒され、80年間政権を維持したヘラクレイオス朝が終焉を迎えた時から始まった。そしてこの期間には一時期復位したユスティニアノス2世を含め7人の皇帝が即位した。この危機の時代はテオドシオス3世を打倒したレオン3世（在位：717年 - 741年）が帝位に就くまで続き、レオン3世が開いた王朝（イサウリア朝）は85年にわたって続いた。

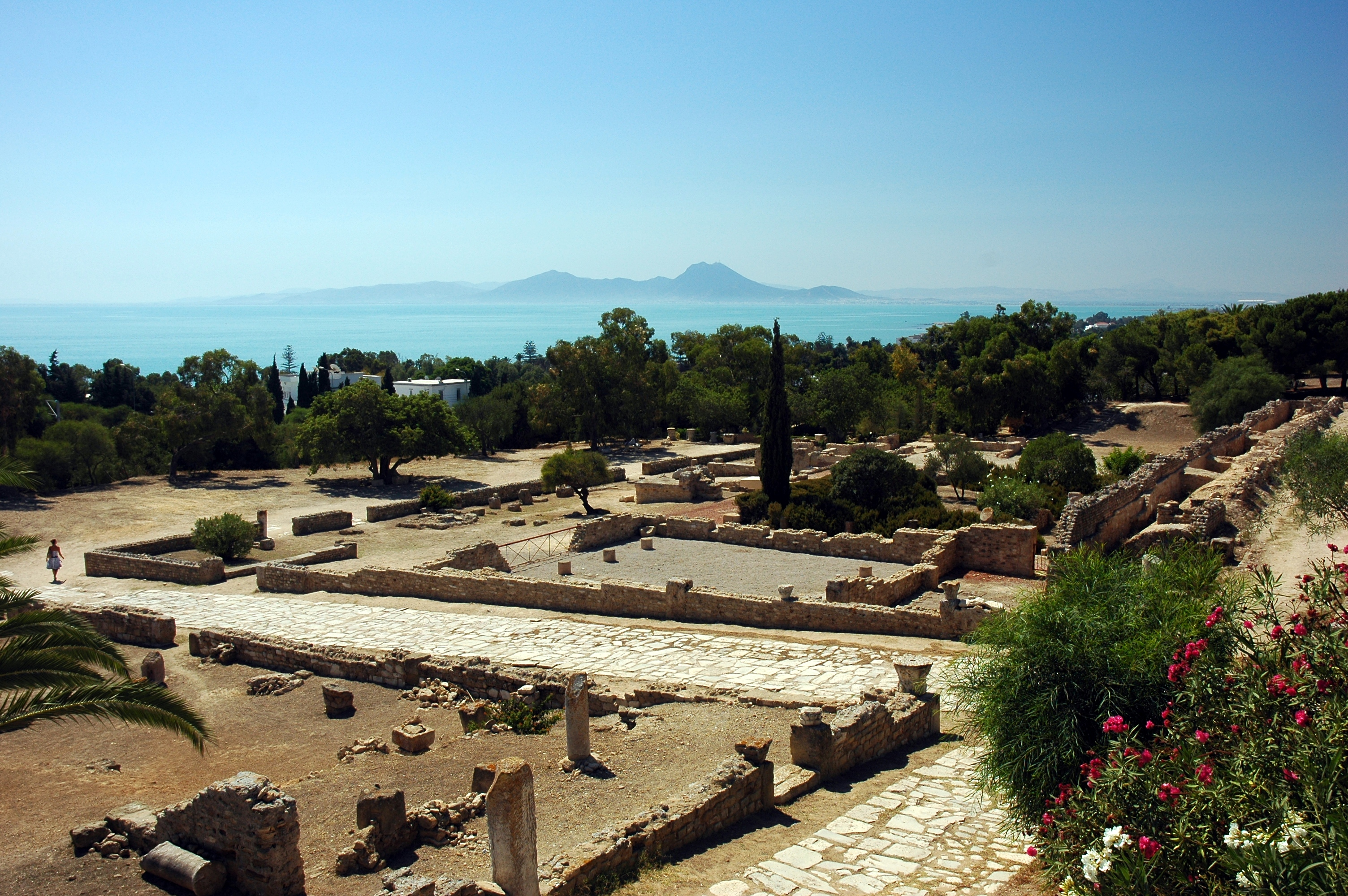
写真のカルタゴは698年にウマイヤ朝によって最終的に征服された。現代の歴史家のヒュー・ナイジェル・ケネディは、この出来事を「ローマ人によるアフリカ支配の最期であり二度と取り戻されることのない終焉」を告げるものだったと述べている。

アラブのウマイヤ朝は696年にビザンツ帝国のアフリカ総督府に対する攻撃を再開させ、697年にはその首府のカルタゴを占領した。皇帝のレオンティオスはカルタゴを奪還するためにパトリキオス（高位の爵位の一つ）のヨハネスを軍とともに派遣し、ヨハネスはカルタゴの港を奇襲して奪還に成功した。しかし、ウマイヤ朝の援軍によってすぐに都市を奪い返され、ヨハネスは軍を再編成するためにクレタ島への撤退を余儀なくされた。ところが、クレタ島でカルタゴ奪還の失敗に対するレオンティオスの怒りを恐れた将兵たちがヨハネスを追放し、アプシマルを皇帝であると宣言した。皇帝に推戴されたアプシマルは即位名としてティベリオスを名乗った。このように即位名を名乗ることはこの時代にはごく一般的であったが、この慣習は後に廃れていった。ティベリオスは艦隊を編成し、腺ペストの流行に苦しんでいた首都のコンスタンティノープルに向けて出港した。
ティベリオスとその配下の軍隊は金角湾に面したシュカイの港に上陸し、続いてコンスタンティノープルに対する包囲を開始した。都市は数か月にわたり抵抗を続けたが、最終的にティベリオスを支持した緑党（ヒッポドロームの競技と政治の派閥の一つ）によってコンスタンティノープルの城門が開かれ、ティベリオスは都市を占領するとともにレオンティオスを退位させることに成功した。しかし、その一方で起きていた配下の軍隊による都市の略奪を止めることはできなかった。ティベリオスはレオンティオスの鼻を削ぎ、コンスタンティノープルのプサマティオン修道院に引退させた。12世紀の年代記作家のシリア人ミカエルは、8世紀に著された作者不明のシリア語の記録から引用し、ティベリオスは帝国の運営を誤ったとしてレオンティオスがユスティニアノス2世を失脚させた前例を挙げることで自身のクーデターを正当化したと述べている。また、ティベリオス以前に海軍の将校が帝位に就いたことはなかったが、ビザンツ学者のコンスタンス・ヘッドによれば、これはビザンツ人の間において陸軍の方が海軍よりもはるかに権威があると考えられていたことも要因の一つとなっていた。

## 治世

### ウマイヤ朝に対する軍事行動

「混乱の20年」と呼ばれる政治混乱期にあった717年時点のビザンツ帝国の領土を示した地図

ティベリオスはコンスタンティノープルの支配権を掌握し、レオンティオスを退位させるとコンスタンティノープル総主教のカリニコス1世によって戴冠された。そして政権を確立して以降は北アフリカの以前のビザンツ領を奪還しようとはせず、帝国の東方の国境に関心を集中させた。ティベリオスは兄弟のヘラクレイオスをビザンツ帝国が領有する小アジアの複数のテマ（軍管区）のモノストラテゴス（テマ軍団を率いる将軍）に任命した。ヘラクレイオスは698年の秋の終わりにウマイヤ朝へ侵攻し、タウロス山脈の峠を越えてキリキアに入るとシリア北部に向けて進軍した。そしてアンティオキアから派遣されたアラブ軍を破り、サモサタまで攻め込んだのち、699年の春にビザンツ領内の安全な場所へ引き揚げた。
しかしながら、ヘラクレイオスの軍事的な成功はアラブ軍による一連の報復攻撃を引き起こした。ウマイヤ朝のムハンマド・ブン・マルワーンとアブドゥッラー・ブン・アブドゥルマリクは一連の軍事作戦によってアルメニアに残されていたわずかなビザンツ帝国の領土を征服したが、ヘラクレイオスはこれに効果的に対処することができなかった。その後、702年にアルメニア人がウマイヤ朝に対する大規模な反乱を起こし、反乱勢力はビザンツ帝国に支援を求めた。ウマイヤ朝では704年にアブドゥッラー・ブン・アブドゥルマリクがアルメニアの再征服に向けた軍事行動を開始したが、キリキアでヘラクレイオスの率いる軍隊による攻撃を受けた。ヘラクレイオスはシシウムでヤズィード・ブン・フナインに率いられた10,000人から12,000人に及ぶアラブ軍を破り、大半を殺害して残りを奴隷にした。しかし、この成功にもかかわらず、ヘラクレイオスは結果的にアブドゥッラーによるアルメニアの再征服を阻止することができなかった。
ティベリオスは軍の組織とキビュライオタイを再編することでビザンツ軍の強化を図り、コンスタンティノープルの海の城壁を修復した。また、ユスティニアノス2世の下で住民の多くがキュジコス一帯に移されて以来、過疎化が進んでいたキプロスに注目した。ティベリオスは698年か699年にウマイヤ朝のカリフのアブドゥルマリク（在位：685年 - 705年）と交渉し、キュジコスに移されていたキプロスの人々や島内でアラブ人に捕らえられてシリアへ連行された人々の故郷への帰還を認めさせた。さらにタウロス山脈から移ってきたマルダイテスの兵士を採用して島の守備隊を強化した。歴史家のウォーレン・トレッドゴールドによれば、ティベリオスは新たな軍事地域を創設し、サルデーニャにテマを設置し、シチリアのテマ（テマ・シケリアス）をラヴェンナ総督府から分離することによって海域でアラブ人を封じ込めようとした。また、あるパトリキオスの息子で将来に皇帝となるバルダネスを帝位簒奪の意志を見せたとしてケファロニア島へ追放した。

### ユスティニアノス2世による首都の奪還とティベリオスの処刑

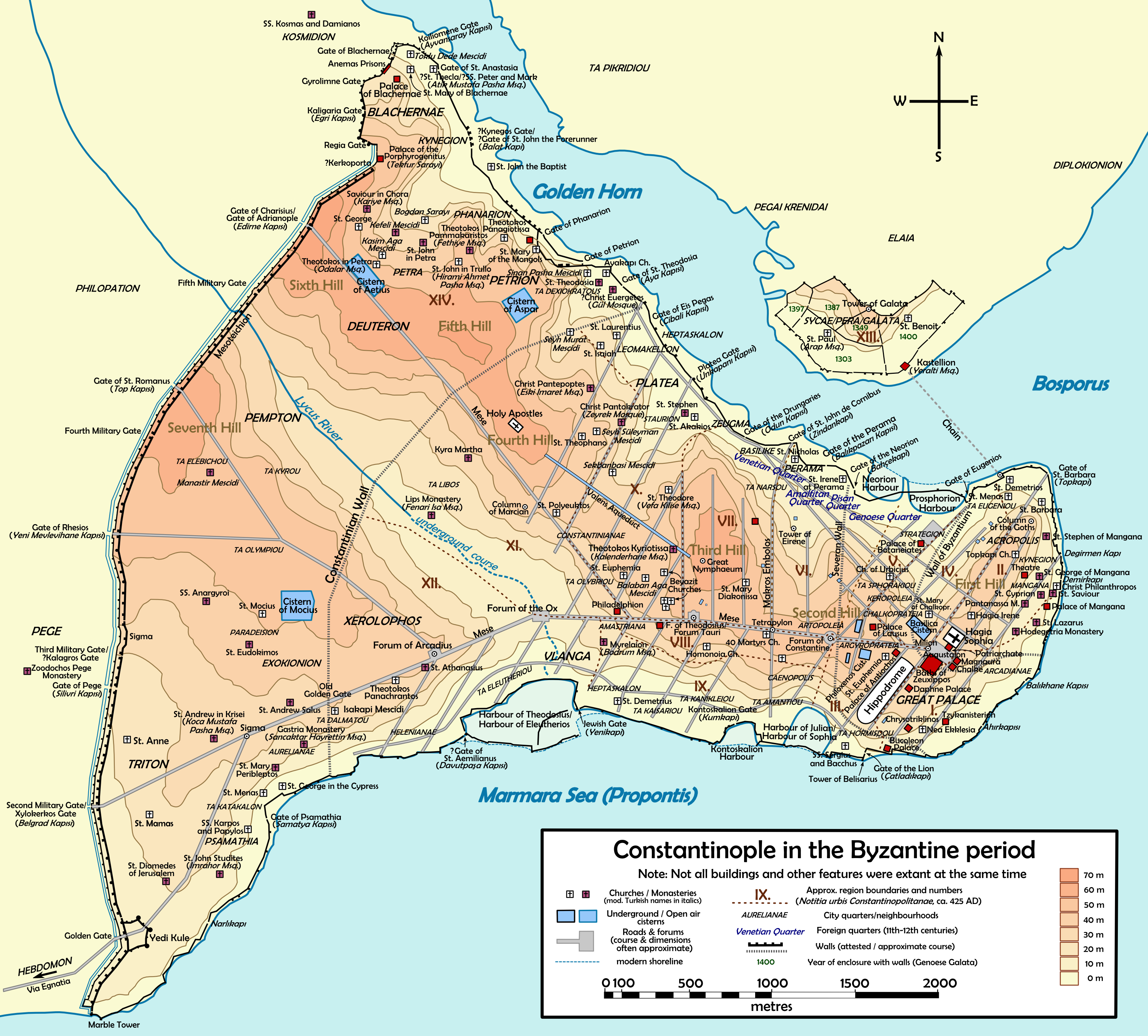
ビザンツ帝国時代のコンスタンティノープルの地図。ブラケルナエ宮殿は都市の北端に位置している。

ユスティニアノス2世は702年に追放先のケルソン（現代のクリミア半島に位置する）から脱出し、ハザールの指導者であるカガンのブシル（在位：688/690年 - 730年）による支援を得た。ブシルはユスティニアノス2世に妹（テオドラ）を嫁がせ、ファナゴリアの自分の宮廷に迎え入れた。703年までにティベリオスの下にユスティニアノス2世が帝位を奪還するために支援を得ようとしているという報告が届き、ティベリオスはすぐにハザールに使節を派遣して生死を問わずユスティニアノス2世の身柄をビザンツ帝国へ引き渡すように要求した。しかし、ユスティニアノス2世はこの要求に応じようとしたハザールから逃れ、ブルガリアのハーンのテルヴェル（在位：700年 - 721年）に支援を求めた。
ユスティニアノス2世は705年にスラヴ人とブルガール人の軍隊を率いてコンスタンティノープルの前に現れた。軍隊は3日間城壁を突破することができずにいたが、偵察員が城壁の下を通る古くて使われていない水路を発見した。その後、ユスティニアノス2世と配下の兵士からなる小規模な分遣隊がこの水路を使って市内へ侵入し、城壁の北端のブラケルナエ宮殿付近で水路から出ると素早く宮殿を奪取した。ティベリオスはビテュニアの都市のソゾポリスへ逃げ込み、数か月間追っ手から逃れていたが、最終的に捕らえられた。ユスティニアノス2世による都市の包囲とティベリオスの拘束の正確な時期ははっきりとしていない。歴史家で貨幣学者のフィリップ・グリアソンはユスティニアノス2世が都市に入った日付を8月21日としているが、コンスタンス・ヘッドはユスティニアノス2世による都市の占領を7月10日としており、ティベリオスがソゾポリスで捕らえられた日かコンスタンティノープルに移送された日を8月21日としている。そして恐らく6か月後の706年2月15日に、ユスティニアノス2世はレオンティオスとティベリオスの両者をヒッポドロームまで引きずって連行させ、公衆の前で辱めた後にキュネギオン（キュネゴス門に近い市内の居住区）で首を刎ねた。2人の遺体は海に投げ捨てられたが、後に回収され、プロテ島の教会に埋葬された。

## 評価
コンスタンス・ヘッドは、ティベリオスについて知られていることはほとんどないが、残されている証拠は「良心的かつ効果的な統治を行った人物」であることを示唆しており、もしティベリオスがより長期にわたって統治していたならば、「ビザンツ帝国の真に偉大な皇帝の一人」として記憶されていたかもしれないと述べている。また、ジョン・バグネル・ベリーによれば、ティベリオスの統治は対外政策に関する限り決して評判が傷付くようなものではなく、その治世に関する歴史家たちの沈黙はティベリオスの臣民が重い負担にさらされていなかったことを示している。一方でウォルター・ケーギは、ビザンツ帝国の後継王朝とその下で活動した歴史家たちは北アフリカのビザンツ領の恒久的な喪失の責任をティベリオスに帰する傾向にあるが、ティベリオスが即位した時点でビザンツ人が北アフリカの支配を回復するにはあまりにも手遅れな状態だったと結論づけている。

## 家族

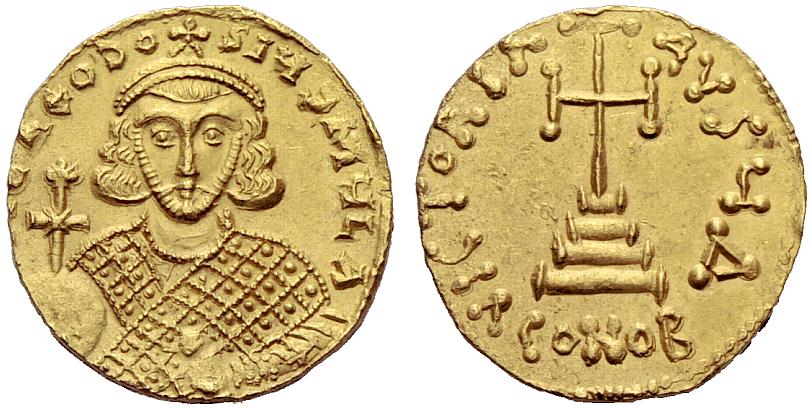
ティベリオスの息子であった可能性のあるテオドシオス3世のソリドゥス金貨

ティベリオスにはテオドシオスという名前の息子がいたが、このテオドシオスは729年までにエフェソスの主教となって754年にはヒエリア公会議を主宰し、皇帝レオン3世（在位：717年 - 741年）とコンスタンティノス5世（在位：741年 - 775年）に対する助言も行っていたと伝えられている。ビザンツ学者のグラハム・サムナーは、このティベリオスの息子のテオドシオスと後の皇帝テオドシオス3世（在位：715年 - 717年）が同一人物であった可能性を示唆しており、その根拠として両者が似通った時期にエフェソスの主教の地位にあったことを示す史料の存在を挙げている。具体的にはティベリオスの息子のテオドシオスが729年までに主教になったと記録されているのと同様に、テオドシオス3世についてもヴェネツィアの起源と初期の歴史を記した書物である『クロニコン・アルティナーテ』において716年以降にエフェソスの主教になったと記されている点を挙げている。ビザンツ学者のシリル・マンゴーとロジャー・スコットは、この場合テオドシオス3世が717年に退位した後に30年以上にわたって生きたことになるため、2人のテオドシオスが同一人物であるとするサムナーの説を有力視していない。一方でフィリップ・グリアソンは、実際に主教になったのはティベリオスの息子ではなく、テオドシオス3世の同名の息子であったとする説を提唱している。
配偶者の名前を含むティベリオスの他の家族の詳細に関する記録は失われている。これはティベリオスが統治していた時代である混乱の20年の大規模な変動に伴う一般的な結果の一つである。